# Санга (Челябинская область)
Санга — посёлок в Ашинском районе Челябинской области России. Входит в состав Укского сельского поселения. Расположен на границе с Башкортостаном, в 3,4 километрах южнее федеральной автодороги М-5 «Урал». 
Через посёлок протекает одноимённая река.

## Население
| 2002 | 2010 |
| ---- | ---- |
| 35   | ↘26  |

По данным Всероссийской переписи, в 2010 году численность населения посёлка составляла 26 человек (17 мужчин и 9 женщин).

## Улицы
Уличная сеть посёлка состоит из 1 улицы.